# Archäologisches Nachrichtenblatt
Das Archäologische Nachrichtenblatt (ANB) war eine bis 2012 erschienene wissenschaftliche archäologische Zeitschrift.
Der erste Band des ANB erschien 1996. Es war die Nachfolgepublikation der Zeitschrift Ausgrabungen und Funde (erschienen 1956 bis 1995), die wiederum die Zeitschrift Nachrichtenblatt für die deutsche Vorzeit (erschienen 1925 bis 1943) fortsetzte. Anders als bei anderen archäologischen Zeitschriften lag beim Archäologischen Nachrichtenblatt das Augenmerk nicht in erster Linie auf der archäologischen Feldforschung oder den kunstgeschichtlichen Analysen, sondern auf organisatorischen, rechtlichen, strukturellen und methodischen Problemen aus den Bereichen Bodendenkmalpflege, Museumsarbeit und universitärer Forschung und Lehre. Die Beiträge hatten Themen von  überregionalem Interesse und stellten aktuelle wie auch fachlich übergreifende Bezüge her. Zudem wurden Institutionen, Projekte, Forschungsergebnisse und Veranstaltungen in kurzen Beiträgen vorgestellt, Meinungen geäußert und Diskussionen geführt. Weiterhin wurden aktuelle Dissertationen und Habilitationen vorgestellt. Der Fokus der Beiträge lag auf der Archäologie Deutschlands, doch konnten Beiträge zu allen Archäologien weltweit veröffentlicht werden.
Träger der Zeitschrift war der Berliner Akademie-Verlag. Herausgegeben wurde das ANB vom Präsidium der Deutschen Verbände für Altertumsforschung in Person von Matthias Wemhoff, Wolfram Schier und Günter Wetzel (vormals von Wilfried Menghin und Bernhard Hänsel). Redakteur war Heino Neumayer. Die Redaktion war am Museum für Vor- und Frühgeschichte der Staatlichen Museen zu Berlin angesiedelt. Finanziert wurde die Redaktion durch externe Sponsoren.
Jährlich erschien die Zeitschrift in einem Band zu jeweils vier Heften. Das jeweils zweite Heft eines Jahrganges war vor allem Berichten vom vorjährigen Kolloquium des Verbandes der Landesarchäologen in Deutschland vorbehalten. Ständige Rubriken waren
- Das Forum: hier wurden aktuelle Probleme der Archäologie diskutiert
- Berichte
  - aus der Landesarchäologie
  - aus Museen
  - aus Universitäten (vor allem Berichte in Form von Abstrakten zu Habilitationen und Dissertationen)
  - von Forschungsprojekten
  - von Tagungen, Kongressen und Kolloquien
- ein Veranstaltungskalender
- Mitteilungen (Berufungen und Ernennungen; Ehrungen; Habilitationen; Ausschreibungen; Nachrufe)

Einmal jährlich wurde in der Zeitschrift jeweils eine Liste mit allen bestandenen Examina an Universitäten im deutschsprachigen Raum sowie eine Liste über alle von der Deutschen Forschungsgemeinschaft im Bereich der Archäologie auf deutschem Territorium unterstützten Projekten veröffentlicht.
Seit 2013 dient die neue Zeitschrift Blickpunkt Archäologie mit einem stärker kommerziellen Profil als Verbandszeitschrift der deutschen Verbände für Altertumsforschung.